# Doktorspromenaden

Doktorspromenaden är en promenadstig som går längs med Ätrans södra strand i Falkenberg. Den anlades av stadsläkaren Gustaf Adam Ehrengranat 1862.
Marken som promenaden går på tillhörde då godset Herting. Ehrengranat anlade promenaden utan att fråga ägaren, hans vän D. Lundberg om lov. Enligt en samtida uppteckning ska Ehrengranat ha instruerat arbetarna att ignorera bud från Lundberg om att stoppa arbetet. Ehrengranat ska även ha skickat med män som hindrade Lundbergs män från att med våld stoppa anläggandet av promenaden.

### Fotnoter
1. ↑  Falkenbergs kommun: Gustaf Adam Ehrengranat (1820-1877) Arkiverad 9 augusti 2016 hämtat från the Wayback Machine.
2. ↑  Ljung, Anders (1945). Ur Falkenbergs stads historia